# Ayonika Paul
Pour les articles homonymes, voir Paul.
Ayonika Paul, née le 23 septembre 1992 à Bombay, est une tireuse sportive indienne.

## Carrière
Ayonika Paul est médaillée de bronze au tir à la carabine à air comprimé à 10 mètres aux Jeux du Commonwealth de 2014 à Glasgow et termine troisième troisième de l'étape de Maribor à la Coupe du monde de tir de l'ISSF 2014. Médaillée de bronze aux Championnats d'Asie 2015 à New Delhi, elle se classe 47e de l'épreuve de tir à la carabine à air comprimé à 10 mètres aux Jeux olympiques d'été de 2016 à Rio de Janeiro.